# Big Springs Lookout Tower
La Big Springs Lookout Tower est une tour de guet du comté de Coconino, en Arizona, dans le sud-ouest des États-Unis. Construite en 1934, cette tour en acier haute de 30,5 m est protégée au sein de la forêt nationale de Kaibab et est par ailleurs inscrite au Registre national des lieux historiques depuis le 28 janvier 1988.